# Harald Vilimsky
Harald Vilimsky, né le 22 juillet 1966 à Vienne, est un homme politique autrichien, membre du Parti de la liberté d'Autriche (FPÖ). Il est député européen depuis 2014.

## Biographie
Il est élu député européen le 25 mai 2014. Il n'appartient à aucun groupe parlementaire et siège donc parmi les non-inscrits jusqu'en 2015 ou il rejoint le groupe Europe des nations et des libertés. Il est par ailleurs membre de la Commission des libertés civiles, de la justice et des affaires intérieures et membre suppléant de la commission des affaires étrangères.
Il est la tête de liste du FPÖ aux élections européennes de 2024 et est réélu. Il siège au groupe des Patriotes pour l'Europe.

### Controverses
Harald Vilimsky a vu sa probité mise en cause dans plusieurs affaires, dont celle du « champagne gate », en 2018, dans laquelle son groupe politique avait été accusé par le Parlement européen d’avoir financé des produits de luxe sur ses frais de mandat parlementaire. 
En 2021, le Parlement lève son immunité dans le cadre d’une enquête judiciaire autrichienne concernant des irrégularités sur les dépenses du FPÖ.